# Kundelungu Nationalpark
Kundelungu Nationalpark (fransk: Parc national de Kundelungu) er en nationalpark i Den Demokratiske Republik Congo, som ligger i Haut-Katanga provinsen.

## Historie
Parken blev først etableret i 1970.
I januar 2023 foretog landets hær en operation mod Mai Mai Kata Katanga- oprørere, som gemte sig i Upemba og Kundelungu nationalpark.

## Geografi
Parken har et areal på omkring 7.600 km2. Et af de højeste vandfald i Centralafrika dete 340 meter høje Lofoi Falls ligger i nationalparken, der er en IUCN Kategori II-park.

## Miljø
Landskabet er hovedsageligt græsklædt savanne på store stepper oversået med skovgallerier, der er karakteristike for Katanga. Faunaen i parken omfatter antiloper, sjakaler, pindsvin, vortesvin, slanger, aber, bøfler, flodheste og mange fuglearter, herunder hejrer, maraboustorke og pelikaner. Parken er udpeget som et vigtigt fugleområde (IBA) af BirdLife International, fordi den understøtter betydningsfulde bestande af mange fuglearter.